# 分枝麻花头
分枝麻花头（学名：Serratula cardunculus）为菊科麻花头属下的一个种。

## 扩展阅读
- 維基物種上的相關：分枝麻花头